# Chiesa di San Bruno (Montopoli in Val d'Arno)
La chiesa di San Bruno è un edificio religioso situato a Castel del Bosco, nel comune di Montopoli in Val d'Arno.

## Storia e descrizione
La chiesa fu edificata a seguito di un rescritto granducale del 1783 e di un decreto del vescovo di San Miniato del 1784. L'esterno, semplicemente intonacato, presenta una facciata conclusa da una cornice mistilinea. L'interno è articolato in un'ampia e semplice navata culminante in un catino absidale dove si trova un affresco tardo settecentesco raffigurante san Bruno, dipinto entro un finto tabernacolo. Lungo il fianco sinistro si apre una vasta cappella con un bell'altare in pietra datato 1822.